# قطعنامه ۱۵۴۸ شورای امنیت
قطعنامه  ۱۵۴۸ شورای امنیت سازمان ملل متحد که در تاریخ ۱۱ ژوئن ۲۰۰۴ تصویب شد، سندی بین‌المللی دربارهٔ بررسی وضعیت در قبرس است. این قطعنامه طی نشست ۴۹۸۹ام با ۱۵ رای موافق، ۰ مخالف و ۰ ممتنع تصویب شد.